# Synode de Latran (1059)
Pour les articles homonymes, voir Synode du Latran.
Le Synode de Latran de 1059 est une assemblée ecclésiastique réunie dans la basilique de Latran à Rome par le pape Nicolas II.

## Contexte historique
Le synode de Latran de 1059 fut réuni le 13 avril, dans le cadre de la réforme grégorienne, vaste mouvement de réforme de l’Église catholique au XIe siècle.
Les décisions du synode suscitèrent l'opposition des Églises du Saint-Empire romain germanique, sous l'influence du bras séculier et politique, qui osèrent prononcer une « sentence d’excommunication » contre le pape. Nicolas II cassa la sentence et réunit les évêques italiens du 3  au 23 août 1059 au synode de Melfi en Italie du Sud.

## Décisions du synode
Le synode de 1059 prit d'importantes décisions :
- Il fit des cardinaux les seuls électeurs des papes, leur choix étant toujours théoriquement confirmé par l'acclamation du clergé et du peuple romain (décret d’avril 1059) ;
- Il interdit aux prêtres de recevoir une église des mains du pouvoir laïc, quel qu'il soit ;
- Il condamna la simonie et le nicolaïsme ;
- Il condamna la théorie de Ratramne de Corbie, considéré comme hérétique. Dans son ouvrage De corpore et sanguine Domini (Sur le corps et le sang du Seigneur)[1], rédigé au IXe siècle, Ratramne affirmait que lors de la consécration, le pain et le vin ne se transformaient pas réellement en corps et en sang du Christ mais « métaphoriquement ». Son œuvre fut mise à l'Index et condamnée à être brûlée.